# Compsenia catagrapha
Compsenia catagrapha är en fjärilsart som beskrevs av William Schaus 1916. Compsenia catagrapha ingår i släktet Compsenia och familjen nattflyn. Inga underarter finns listade i Catalogue of Life.